# Mu Persei
Mu Persei (μ Per / 51 Persei / HD 26630) es una estrella de magnitud aparente +4,18 situada en la constelación de Perseo.
Se encuentra aproximadamente a 900 años luz de distancia del sistema solar.
Mu Persei es una supergigante amarilla de tipo espectral G0Ib con una temperatura superficial de 5337 K.
Brilla con una luminosidad 2030 veces mayor que la luminosidad solar y tiene un radio 53 veces más grande que el del Sol.
Su velocidad de rotación proyectada —9 km/s— implica que puede tardar hasta 300 días en completar un giro sobre sí misma.
En el diagrama de Hertzsprung-Russell se sitúa en el límite de la llamada Laguna de Hertzsprung —área donde hay muy pocas estrellas— y también cerca de la región de las cefeidas, si bien Mu Persei no es una variable pulsante de esta clase.
Su masa está comprendida entre 5,7 y 6 masas solares y nació hace unos 60 o 70 millones de años.
Su masa no es lo suficientemente grande para que acabe explotando como supernova, por lo que —tras expulsar sus capas externas— acabará su vida como una enana blanca masiva.
Mu Persei es una binaria espectroscópica con un período orbital de 0,78 años. Su compañera es posiblemente una estrella de la secuencia principal de tipo B9 cuya separación media con la supergigante amarilla es de 1,7 UA.